# Johannes-Falk-Denkmal

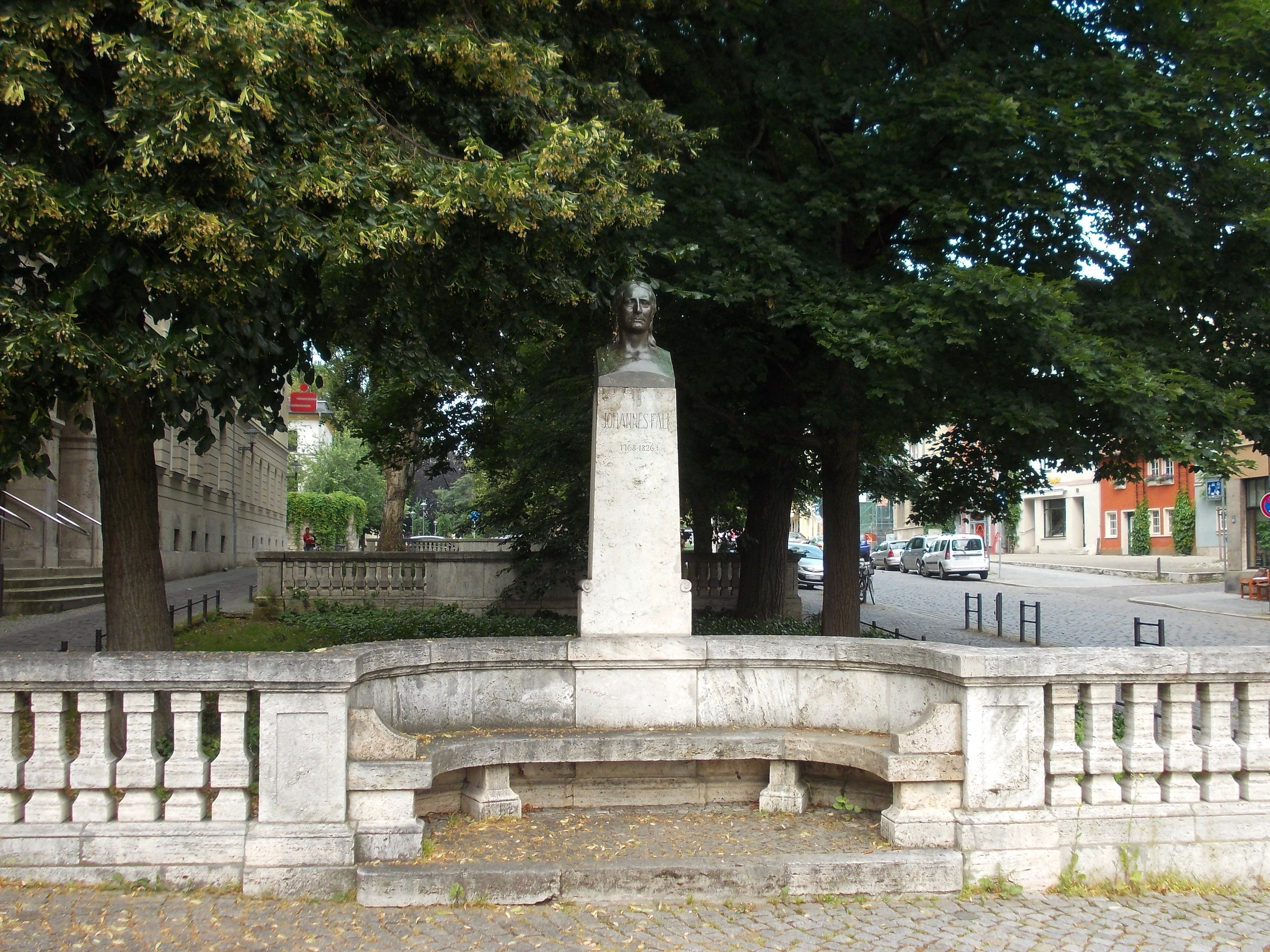
Johannes-Daniel-Falk-Denkmal

Das von Fritz Köhler in Bronze gegossene Johannes-Falk-Denkmal des Pädagogen und Kirchenlieddichters Johannes Daniel Falk (1768–1826) wurde am 22. Mai 1913 eingeweiht. Die Form schuf der Weimarer Bildhauer Gottlieb Elster. Das Denkmal steht am Graben vor dem von Bruno Röhr 1912/13 geschaffenen Sparkassengebäude Am Graben 4 auf einer Stele hinter einer ovalen Mauer samt Sitzbank mit Balustraden aus Muschelkalk. Die Inschrift auf dem Sockel lautet: JOHANNES FALK 1768–1826. Das Errichtungsdatum bezieht sich auf eine von Falk nach den Napoleonischen Kriegen 1813 eingerichtete Betreuungseinrichtung für Waisenkinder in Weimar, die erste ihrer Art in Deutschland. Stifter des Denkmals war die „Gesellschaft der Freunde in Not“ zu ihrem 100-jährigen Jubiläum.  Das Vorbild hierfür war wie bei dem Relief in der Falkstraße 7 eine vom Breslauer Wachsmodelleur und Bildhauer Carl Hettler geschaffene Büste von 1826. Die steinernen Ruhebänke und die balustradenartige Umrahmung erfolgte nach dem Entwurf von August Lehrmann.
Dieses Denkmal steht auf der Liste der Kulturdenkmale in Weimar (Einzeldenkmale).